# أفيتشي (01)
(Avīci (01 هو الألبوم المصغر الرابع لأفيتشي وأخر ألبوماته على الإطلاق. تولى كتبتها وإنتاجها أفيتشي. وشارك فيها كل من بيني بلانكو وأندرو وات وكشمر كات وكارل فالك، وتم إصداره من خلال Avicii Music في 10 أغسطس 2017.

## روابط خارجية
- أفيتشي على موقع أول موفي (الإنجليزية)